# دوق
الدوق هو شخص نبيل، تاريخيا أقل رتبة من الملك أو الملكة، ويحكم الدوقية، وللنساء لقب «دوقة» من الكلمة الإنجليزية "Duchess"، ولكن في إنجلترا يستخدم لقب دوق للرجال والنساء على حد سواء، ولقب دوقة لمن تتزوج من حامل لقب دوق. جاء اللقب من اللاتينية Dux Bellorum، بمعنى «القائد العسكري» واستعملته الشعوب الجرمانية نفسها، والمؤلفون الرومان للإشارة إلى قادة حربهم.